# Musculus brachialis
Der Musculus brachialis (lat. für „Oberarmmuskel“) ist ein Skelettmuskel und liegt hinter dem Musculus biceps brachii an der distalen Hälfte der Außenseite des Oberarms.

## Funktion
Der Musculus brachialis zieht, wie der Bizeps, den Unterarm nach oben, beugt (flektiert) also den Arm im Ellbogen, vor allem bei proniertem Unterarm (Handfläche unten). Im Gegensatz zum Bizeps beugt der Musculus brachialis den Unterarm sowohl in der Pronations- als auch in der Supinationsstellung, da er an der Ulna ansetzt. Er ist sogar stärker als der M. biceps brachii, was nicht nur an der Masse und am größeren physiologischen Querschnitt dieses Muskels liegt, sondern auch daran, dass er nur über ein Gelenk (monoartikulär), das Ellbogengelenk, hinwegzieht und nicht wie der M. biceps brachii auch über das Schultergelenk (biartikulär). Dadurch kann er seine Kraft besser übertragen. Wenn eine schwere Last zu heben ist, leistet der M. brachialis die Hauptarbeit und initiiert die Flexion, wenn der Arm noch vollständig gestreckt ist.
Im Ursprung des M. brachialis strahlen Muskelfasern in die Partes clavicularis und acromialis des Musculus deltoideus ein, wodurch ein durchgehender Muskelzug („kinematische Kette“) entsteht. Diese ermöglichte das gemeinsame Wirken von Schulter- und Ellbogengelenk.
Antagonist ist der Musculus triceps brachii desselben Arms.

## Varietäten
Normalerweise setzt der M. brachialis am äußeren, schwächeren Unterarmknochen, der Elle an. Gelegentlich ist er aber auch an der Speiche angewachsen. Diese Varietät im Ansatz führt jedoch zu keinem Unterschied in der Belastbarkeit, denn Elle und Speiche sind durch feste Fasern (Membrana interossea antebrachii) miteinander verbunden und halten alle Belastungen gemeinsam.